# Marcel·la de Roma
Marcel·la de Roma (Roma, 325 - 410), també coneguda com a santa Marcel·la, va ser una dama pertanyent a l'aristocràcia romana. Convertida al cristianisme, va pertànyer al cercle de Jeroni d'Estridó, qui li va dirigir una llarga sèrie d'epístoles: 23 a 29, 32, 34 i 37, escrites l'any 384; 38, i 40 a 44, escrites l'any 385; a les quals se suma l'epístola 59. Aquest cos d'epístoles evidencia la importància que Jeroni va atribuir a Marcel·la en la comunitat de Roma. L'epístola 127 ad Principiam, escrita per Jeroni el 412 després de la mort de Marcel·la, constitueix una de les principals fonts acreditades referides a la vida d'aquesta aristòcrata romana.

## Vida
Vídua després de menys de 7 mesos de matrimoni i molt rica, Marcel·la formava part de les persones més adinerades i influents de la ciutat. Ningú s'atrevia a criticar-la ni a enfrontar's-hi. Vivia en un palau a la muntanya de l'Aventí i tenia el costum de reunir-se amb altres dames aristocràtiques; i totes, inspirades per Jeroni d'Estridó, vivien una vida evangèlica i activa, donant socors als pobres, sanant als malalts, defensant a tot tipus d'esclaus. A aquest grup s'hi va incorporar Fabiola de Roma que, després de la seva conversió pública, fundaria el primer hospital d'Occident.
Quan el 410, els bàrbars conduïts per Alaric I van arribar a Roma, totes les seves amigues (entre elles, Paula de Roma i la seva família) van marxar a Palestina per trobar-se amb Sant Jeroni excepte ella que, dient que era molt vella, es va quedar a casa seva. Els gots la van torturar per fer-la confessar on amagava les seves riqueses, però ja ho havia donat tot als pobres. Va morir després a causa de les seves ferides.
Una llegenda sense fonament històric diu que les seves restes són a l'església romana de Santa Maria Maddalena, al costat de la de Maximí d'Ais i la de la mateixa Maria Magdalena, però en l'església no n'hi ha cap indicació ni culte particular.
La festa de santa Marcel·la és el 31 de gener per l'Església Catòlica i figura també entre els sants de les Esglésies Orientals.